# Дело Николая Вавилова
Дело академика Николая Ивановича Вавилова (или Дело № 1500) — сфабрикованное дело, одно из наиболее широко обсуждаемых в истории науки. Академик АН СССР (1929), АН УССР (1929) и ВАСХНИЛ Николай Иванович Вавилов (1887—1943) на основании этих обвинений был арестован в 1940 году. В 1941 году был осуждён и приговорён к расстрелу, который был заменён 20-летним сроком заключения. В 1943 году умер в тюрьме. В 1955 году был посмертно реабилитирован.
Биографы[уточнить] Н. И. Вавилова указывают разные факты, послужившие предпосылками к аресту академика Н. И. Вавилова. Тогда в СССР широко боролись с остатками внутрипартийной оппозиции, т. н. «правыми уклонистами». В рамках кампании решили прекратить и деятельность беспартийных оппозиционеров, выступавших против политики Сталина, в частности, против индустриализации и коллективизации.
Некоторые исследователи связывают подавление группы инженеров, научных работников, аграриев и экономистов с тем, что Сталин надеялся переложить вину за неудачи в социально-экономической политике на «классовых врагов» и «вредителей». По инициативе ОГПУ провели показательные процессы: «Шахтинское дело», «Дело «Союзного бюро меньшевиков»», «Дело Промпартии» и «Дело Трудовой крестьянской партии».
По «Делу ТКП» к 1931 году арестованы 1300 человек по всему Союзу. Среди них — ведущие профессора Тимирязевской сельскохозяйственной академии, МГУ, руководители из Наркомзема и Наркомфина. Вавилов тогда ходатайствовал за некоторых осуждённых по «Делу ТКП» специалистов.
К числу архивных документов, составляющих «Дело Вавилова», относятся письма-доносы оппонентов Вавилова, протоколы следственных действий, заявления Вавилова, а также иные документы, сопровождавшие уголовное дело. Документы широко цитируют ведущие биографы Вавилова, в частности, Марк Поповский и Валерий Сойфер.

## Документы дела, появившиеся до ареста Вавилова
Органы НКВД РСФСР (ОГПУ) фабриковать дело против Вавилова начали ещё с 1931 года.
Дело пополнялось доносами платных осведомителей НКВД: руководителя Бюро интродукции ВИР, ботаника Александра Коля, академика Ивана Якушкина и доктора биологических наук Григория Шлыкова.
Попадали туда и признательные показания арестованных коллег, например, Александра Яната. Прилагались и письма советских научных деятелей, привлечённых органами спецслужб к сотрудничеству, в том числе и под угрозой расправы. В частности, письма профессора Виктора Писарева.
Интересны два письма Сталину. Первое подготовлено летом 1934 года. «Сопроводительное письмо ОГПУ Сталину» написано Георгием Прокофьевым, зампредседателя ОГПУ, и Львом Мироновым, начальником Экономического управления ОГПУ.
Второе написано 27 марта 1935 года. «Письмо вице-президента ВАСХНИЛ Бондаренко и парторга ВАСХНИЛ Климова Сталину» написано соответственно вице-президентом ВАСХНИЛ Александром Бондаренко и парторгом ВАСХНИЛ С. Климовым.
Так, в «Сопроводительном письме ОГПУ И. В. Сталину», подготовленном Прокофьевым и Мироновым, значится:

Двурушничество и умелое скрывание убеждений и взглядов являются основными маскирующими средствами контр-революционной работы ВАВИЛОВА. Так, например, ВАВИЛОВ в феврале м-це 1932 года рекомендовал специалисту ШИМАНОВИЧУ «заняться общественной работой слегка, для видимости окружающих», говоря — «надо учитывать создавшееся положение, приспособляться, а своих взглядов и убеждений не высказывать».

В этом же документе в отношении так называемой «вавиловской организации» и самого Вавилова утверждается:

Целой системой, якобы научных мероприятий, организация настойчиво ведет линию на фактическое сокращение посевов зерновых культур и уменьшение кормовых ресурсов, с целью вызвать голод в стране. Кроме того, ВАВИЛОВ организует борьбу против хлопководства, против хлебоэкспорта, срывает борьбу с засухой, предлагает заведомо неправильное районирование сельского хозяйства, разваливает семеноводство, направляя усилия организации на подчинение советского семеноводства иностранной зависимости.

ВАВИЛОВ поддерживает весьма тесные, неофициальные отношения с иностранными и бело-эмигрантскими к-р группами. Особого внимания заслуживает связь ВАВИЛОВА с группой ДЕМОНЗИ — нынешнего французского министра просвещения, близкого к французскому генштабу. Связанный с контр-революционными кругами в СССР французский разведчик МАЗОН, близкий к ДЕМОНЗИ, после возвращения из своей поездки в СССР осенью 1932 года поднял через Всесоюзное Общество культурной связи с заграницей вопрос о приглашении ВАВИЛОВА во Францию «для прочтения ряда лекций».

Во втором документе — письме от 27 марта 1935 года Сталину, написанном Бондаренко и Климовым, — в частности, были выдвинуты обвинения против Вавилова:

В Президиуме Академии он проявляет себя наиболее энергично лишь при отстаивании увеличения штатов и денег для своего института. Он находится постоянно в Ленинграде и изредка выезжает в Москву в месяц на 1 день и то больше по делам Академии наук. Всегда предпочитает, взявши какого-либо иностранца (Харланда или Меллера), уехать на 6 месяцев в турне по СССР совершенно бесконтрольно.

Все утверждения из этих документов исследователи биографии Вавилова признали не соответствующими действительности.
В 1941 году Бондаренко расстреляли. На суде он отказался от всех своих показаний, в том числе от показаний против Вавилова.
Ещё восемь человек, в том числе, Муралов, Писарев, Паншин, Карпеченко и Фляксбергер, «впоследствии от своих показаний отказались, как от вымышленных».

## Документы дела на стадии предварительного следствия
В 1940 году Вавилов возглавил научную комплексную экспедицию по западным областям Белоруссии и Украины. 6 августа того же года Вавилов был арестован во время экспедиции в Черновцах.
По данным источников, в постановлении на арест было сказано «продвигая заведомо враждебные теории, Вавилов ведёт борьбу против теорий и работ Лысенко, имеющих решающее значение для сельского хозяйства СССР». О «Трудовой крестьянской партии», обвинение в руководстве которой Вавилову предъявили в ходе следствия, упомянуто не было.
Согласно исследованиям историков, в первые дни после ареста Вавилов категорически отвергал все предъявленные ему обвинения.
Первый документ, составленный после ареста Вавилова — «Протокол личного обыска Н. И. Вавилова», составленный в момент ареста учёного местным сотрудником НКВД СССР сержантом Госбезопасности Биндом А. М.
Согласно протоколу, при обыске обнаружены и изъяты: паспорт, академическое удостоверение, удостоверение академика сельскохозяйственных наук на имя Вавилова Н. И.; дневник поездки в Западную Украину; топографическая карта «Sniatin», кассета фотоаппарата «Лейка»-1, служебная переписка, пропуска на пребывание во Львове и в Северной Буковине, телеграмма в адрес П. К. Шкварникова, автобиография Канчера Е. С., рубли, румынские леи и другие предметы.
10 августа была составлена «Анкета арестованного». Согласно этому документу, к графам «Участие в к-р восстаниях и бандах (когда и где)» и «Примыкал ли к антисоветским партиям и организациям (меньшевики, с-р, анархисты, троцкисты, правые, националисты и т. д.), где и когда» арестованный Вавилов проставил ответ «нет».
Через 2 дня в отделении по приёму арестованных 10го отдела Главного управления государственной безопасности (ГУГБ) была составлена «Квитанция по приему арестованных», согласно которой от Вавилова были приняты часы швейцарской марки «Мозер». В этот же день последовал первый допрос Вавилова.

### Допросы после ареста до предъявления обвинения (12—16 августа 1940)
Первый допрос Вавилова в качестве обвиняемого по делу № 1500, состоявшийся 12 августа 1940 года, провёл Александр Хват, помощник начальника следственной части Главного экономического управления НКВД.
Допрос длился с 13:30 до 18:20. Протокол включал анкетные данные Вавилова, сообщённые академиком, и ответы на вопросы следователя..
Следующий допрос начали ночью, 0:20, 13 августа. На этот раз следователь Хват задавал вопросы с связи с работой Вавилова в качестве главы Всесоюзного института растениеводства.
Следователь сообщил допрашиваемому: следствию известно, что Вавилов, «будучи враждебно настроен к советской власти, в целях ведения организованной антисоветской работы в возглавляемой системе научных учреждений», подбирал кадры института «из числа старых, контрреволюционно настроенных специалистов сельского хозяйства».
Вавилов не признал данное обвинение, на что следователь задал вопрос: «Из числа работников ВИРа были такие лица, которые арестовывались органами НКВД?».
Вавилов ответил утвердительно и перечислил подвергавшихся аресту руководящих работников ВИР и его филиалов.
Были названы: Писарев В. Е., Соболев С. Л., Кулешов Н. Н., Таланов В. В., Постов М. Г., Левитский Г. А., Чинго-Чингас К. М., Сазанов В. И., Максимов Н. А., Лебедев А. Д., Красносельская-Максимова Т. А., Дорошенко А. В., Алексеев В. П., Аболин Р. И., Александров А. Б., Лапин А. К., Гроссман М. Ю.
Следователь спросил: «Выше вы показали, что в политическом отношении подбираемые вами кадры ВИРа были вполне преданные советской власти. Однако вы не можете отрицать того факта, что значительное число их репрессировано органами НКВД. Что вы можете сказать по этому поводу?»
Вавилов ответил «Действительно из числа работников ВИРа целый ряд лиц были репрессированы. Если такие лица оказались в ВИРе, то это можно отнести за счет притупления моей политической бдительности как директора ВИРа. Никакого злого умысла в этом деле, с моей стороны, не было.» Допрос прерывался в 3 ч. 30 мин., возобновлялся в 14 ч. 30 мин. и окончен в 17 ч. 40 мин.
В тот же день, 13 августа 1940 года, арестованный Вавилов подписал документ, резюмирующий случаи пребывания за границей, в котором были перечислены командировки и экспедиции учёного, начиная с первой зарубежной командировки от Московского сельскохозяйственного института, начавшейся в 1913 году.
На следующий день, 14 августа, состоялся ещё один допрос, в котором следователь задался вопросом о зарубежных встречах Николая Вавилова с отцом, который в 1918 году по словам Вавилова, зафиксированным в протоколе, «вместе с белыми из Ростова ушел заграницу». Вавилов на допросе подтвердил, что встречался с отцом в 1927 году в Берлине.
16 августа следователь Хват подготовил и объявил арестованному постановление о предъявлении обвинения, которое утвердил начальник Следственной части ГЭУ НКВД, майор Госбезопасности Лев Шварцман.
В постановлении отмечалось: арестованный Вавилов «достаточно изобличается в том, что на протяжении ряда лет являлся руководителем контрреволюционной организации, сплачивал для борьбы с советской властью контрреволюционно настроенную часть интеллигенции. Будучи агентом иностранных разведок, вел активную шпионско-вредительскую и диверсионную работу по подрыву хозяйственной и оборонной мощи СССР. Стоял на позициях реставрации капитализма и поражения СССР в войне с капиталистическими странами».
Приняв во внимание этот вывод, следователь постановил: «Руководствуясь ст. ст. 128 и 129 УПК РСФСР, привлечь ВАВИЛОВА Николая Ивановича в качестве обвиняемого по ст.ст. 58 п.1а, 58 п.7, 58 п.9, 58 п.11 УК, о чём об’явить обвиняемому под расписку в настоящем постановлении. Копию постановления, в порядке ст. 146 УПК РСФСР, направить Прокурору.»

### Допросы после предъявления обвинения до 7 сентября 1940 года
После предъявления обвинения допросы проводились 21, 22, 24, 27-28, 28-29, 30-31 августа, а также 6-7 сентября.
В этих допросах Вавилову задавали вопросы, касающиеся его деятельности. 21 августа следователь Хват запротоколировал ответ, в котором Вавилов перечислил страны, в которых он был.
22 августа Вавилов дал показания о ряде лиц, интересовавших следствие. В частности, Вавилов сообщил о своих связях с такими лицами, как: Шаповалов М. О., Эмме Е. К., Александров В. Г., Александров А. Б., Пангало К. И., Марголин Л. С., Муралов А. И., Мейстер Г. К., Дояренко А. Г., Тулайков Н. М., Алексеев В. П., Вакар Б. А., Винер В. В., Лисицын П. И., Лапин А. К.

Я. А. Яковлев — нарком земледелия СССР (1929—1937)

А. И. Гайстер — заместитель наркома земледелия СССР (1934—1937)

На допросе от 24 августа Вавилов признал «себя виновным в том, что с 1930 года являлся участником антисоветской организации правых, существовавшей в системе Наркомзема СССР».
При этом Вавилов отрицал причастность к шпионской работе: «В шпионской работе виновным себя не признаю.»

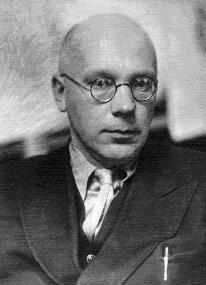
Н. П. Горбунов — вице-президент Московской сельскохозяйственной академии

По вопросу следователя о том, с кем Вавилов был «связан по антисоветской работе», в протокол в соответствии с ответом арестованного были включены фамилии бывших народных комиссаров земледелия СССР — Яковлева Я. А., Чернова М. А., Эйхе Р. И., заместителей наркомов — Муралова А. И.,, Гайстера А. И., высокопоставленных сотрудников Московской сельскохозяйственной академии — Горбунова Н. П., Вольфа М. М., Тулайкова Н. М., Мейстера Г. К., Марголина Л. С., Муралова А. И., Ходоровского И. И..
В протоколе зафиксированы следующие показания Вавилова: «Проводимая мною лично вражеская работа заключалась в основном в следующем: отрыв научной работы от практической работы по реконструкции сельского хозяйства, игнорирование развития опытного дела по областям, неправильном районировании ряда культур (кукуруза, хлопчатник и др.), срыв работы по организации правильных севооборотов и т. д. Прошу дать мне возможность вспомнить все факты проводимой мною и известными мне соучастниками вражеской работы и на очередных допросах подробно изложить их следствию.»
В ходе допроса от 27-28 августа Вавилов дал показания о том, что занимался вредительством по заданию бывшего наркома земледелия СССР Я. А. Яковлева, арестованного и расстрелянного незадолго до этого. Так, на вопрос об «обстоятельствах», при которых по версии следствия, Вавилов был завербован в «антисоветскую организацию правых, существовавшей в системе Наркомзема СССР», в протоколе был зафиксирован ответ Вавилова:

В антисоветскую организацию правых я был завербован бывшим Наркомземом СССР ЯКОВЛЕВЫМ Яковом Аркадьевичем в 1930 году. Процесс вербовки происходил путём получения мною непосредственно от ЯКОВЛЕВА, а также от него через ГАЙСТЕРА Арона Израилевича — бывш. вице-президента сельскохозяйственной академии и ВОЛЬФА Моисея Михайловича — второго вице-президента С. X. академии, — явно вредительских заданий, которые я выполнял в С. X. академии и в Институте Растениеводства.

Тут же запротоколированы объяснения Вавилова по вопросу об «антисоветских убеждениях» учёного:

Будучи выходцем из буржуазной семьи и, получив подготовку в условиях буржуазной научной среды в период учёбы заграницей, я в значительной мере являлся выразителем буржуазной идеологии и руководствовался принципом развития индивидуального хозяйства в отличие от линии, проводимой у нас в стране — на развитие сельского хозяйства на базе коллективизации. Это было одной из причин, побудивших меня стать на путь противодействия коллективным формам сельского хозяйства и нашло своё практическое выражение в антисоветской организации, участником которой я был.

На вопрос «Какую антисоветскую работу вы вели в сговоре с названными выше лицами?» зафиксирован ответ обвиняемого:

В области организации науки это выразилось, прежде всего, в чрезмерном развитии отраслевых институтов и централизации их, при игнорировании опытного дела в областях, краях и республиках. 

В области растениеводства это выразилось в игнорировании введения правильных севооборотов, как основного мероприятия по борьбе с сорняками и по восстановлению плодородия почвы, в чрезмерном раздувании трудоемких культур, как кукурузы, подсолнечника, и других без учёта наличия достаточного количества рабочей силы и соответствующей механизации, в игнорировании развития кормовой базы.

Данный допрос был одним самых длительных: он был начат 28 августа в 12 ч. 20 мин., прерван в 17 ч. 20 мин., возобновлён в 21 ч., окончен в 3 ч. 10 м. 29 августа.
Протокол допроса от 28-29 августа показывает: обвиняемому оглашались выдержки из показаний ранее арестованных Мейстера Г. К., Тулайкова Н. М. и Муралова А. И. Согласно утверждению следователя, Мейстер Г. К. показал что знал о «прошлой принадлежности к „ТКП“» Вавилова.
Следователь привёл показания Тулайкова Н. М.: «После провала „Трудовой Крестьянской Партии“ в 1930 году и ареста её руководителей, основные зарубежные связи „ТКП“ перешли к организации правых. После, осуществлял их главным образом академик ВАВИЛОВ, который в 1930 году вошёл в состав организации правых и являлся основным, связующим звеном между ею и уцелевшими остатками „Трудовой Крестьянской Партии“. …Свою контрреволюционную антисоветскую деятельность по осуществлению связей с зарубежными эмигрантскими кругами ВАВИЛОВ проводил под непосредственным руководством правых, в частности, лично БУХАРИНА».
Допрос 30-31 августа проводился двумя следователями. Кроме следователя А. Г. Хвата протокол допроса был подписан также старшим следователем следственной части ГЭУ НКВД СССР, старшим лейтенантом государственной безопасности С. И. Албогачиевым (впоследствии в годы войны до 1943 года — начальник НКВД Чечено-Ингушской АССР). Согласно данному протоколу допроса Вавилов дал ответ: «Организационно я не входил в состав ТКП, но со многими её участниками я встречался ещё в период с 1921 по 1929 гг.», им также был назван ряд советских научных деятелей, якобы являвшихся членами «Трудовой крестьянской партии» (ТКП).

Вопрос: Назовите лиц, которые вам были известны, как члены т. н. «Трудовой Крестьянской Партии»?

Ответ: Ещё в двадцатых годах мне было известно о том, что «ТКП» формируется ЧАЯНОВЫМ Александром Васильевичем. Из активных её членов я знал: ЛЕВИЦКОГО Александра Павловича, близко к нему примыкал ДОЯРЕНКО Алексей Григорьевич, наиболее контрреволюционно настроенный; ЧАЯНОВ Сократ Константинович; КУДРЯВЦЕВ Николай (отчества не помню); ТУЛАЙКОВ Сергей Максимович — быв. директор Безенчукской станции. Позже, примерно, в 1930 году, я узнал о вхождении в «ТКП» профессоров: ТАЛАНОВА Виктора Викторовича, ПИСАРЕВА Виктора Евграфовича, САЗАНОВА Виктора Ивановича, РЕНАР Густава Густавовича и ВИТМАР.
— Протокол допроса арестованного Вавилова Николая Ивановича от 30—31 августа 1940 года
В этом же документе запротоколировали список лиц, названных обвиняемым в качестве участников «организации правых»: Тулайков С. М., Мейстер Г. К., Бондаренко А. С., Вольф М. М., Муралов А. И., Таланов, В. В., Писарев В. Е., Кулешов Н. Н., Сазанов В. И., Бордаков Л. П., Переверзев Н. С., Зворыкин П. П., Паншин Б. А., Артемов П. К., Соляков П. А.
По данным ряда источников, эти показания Вавилов дал лишь после применения к нему пыток:

Вавилова доводили до состояния невменяемости, когда от бессонных ночей, от постоянных унижений и угроз любой человек терял не то что самоконтроль, а был согласен признаться в чём угодно, лишь бы выйти живым из кабинета следователя.— Валерий Сойфер (2002), «Власть и наука. Разгром коммунистами генетики в СССР», с. 524
Допрос 6-7 сентября тоже проводили двое следователей. Вавилов давал показания по вопросам о «вредительской работе в осуществление антисоветских установок организации правых», практически предпринятых мер «в осуществлении этих установок».
Академик перечислил областные опытные полеводческие станции, упразднённые им якобы в процессе «вредительской работы». Этот допрос был последним в 1940 году.

### Документы и «процессуальные действия» после 11 сентября 1940 года
11 сентября Вавилов подписал документ, находящийся в архиве с заглавием «Вредительство в системе Института растениеводства». В этом документе перечислены «важнейшие виды и формы вредительства в Институте Растениеводства» якобы произведённые Вавиловым за период руководства институтом.
Среди «видов и форм вредительства» перечислены:
«Отрыв тематики центральных лабораторий от неотложных задач социалистической реконструкции сельского хозяйства»,
«Вредительство в обеспечении селекционной сети опытных станций Союза ценным исходным сортовым семенным материалом»,
«Вредительская задержка в размножении ценного сортового материала»,
«Вредительская недооценка селекционной и семеноводческой значимости местных стародавних советских сортов»,
«Вредительство в замедленных темпах практической селекции»
«Вредительство в области районирования культур и сортов».
Показания Вавилова о его работе, об организации сельскохозяйственной науки, о растениеводческих мероприятий первой и второй пятилетки, представили замзаведующего сельскохозяйственным отделом ЦК ВКП(б) Гриценко. Тот ознакомился с показаниями и заявил: «в соответствии с данными, которыми располагает сельскохозяйственный отдел ЦК, указанные Вавиловым факты о направлении вредительства в сельском хозяйстве имели место в действительности».
Начались обыски на рабочем месте Вавилова.
21 сентября в ходе обыска в ВИРе изъяты две папки с личной перепиской Вавилова (одна из них на 155 листах, другая на 166 листах). При этом в протоколе обыска особо было отмечено, что при «осмотре секретариата 19
сентября 1940 г. эти папки обнаружены не были».
С сентября 1940 по март 1941 года допросы не производили, Вавилова содержали во Внутренней тюрьме НКВД.
Следователь Хват дважды ходатайствовал о продлении срока ведения следствия и содержания обвиняемого Вавилова под стражей.
Примечательно, 21 марта 1941 года было подготовлено заявление в следственную часть НКВД от осуждённого П. М. Лобова (см. вкладку к данному разделу).
Начало войны не уменьшило рвение следователей. Между 22 и 29 июня Хват предъявил Вавилову и такое абсурдное обвинение: будто тот «портил посадочные площадки Ленинградского военного округа, засевая аэродромы семенами, заражёнными карантинным сорняком».
В конце июня 1941 года следствие затребовало характеристику на Вавилова как учёного. Характеристику должна была написать экспертная комиссия специалистов, утверждённая Трофимом Лысенко.
По мнению биографов Вавилова, данная комиссия не могла дать объективную характеристику академика — в список были включены только оппоненты арестованного учёного.
В. С. Чуенков — зам наркома земледелия, В. П. Мосолов — вице-президент ВАСХНИЛ, И. В. Якушкин — академик ВАСХНИЛ, А. П. Водков — заместитель начальника Главсортуправления Наркомзема, и А. К. Зубарев — учёный секретарь секции растениеводства ВАСХНИЛ.
На основе этой информации многие источники делают вывод о прямой причастности Лысенко к делу Вавилова и его судьбе. В частности, Валерий Сойфер пишет следующее: «История расправы над школой Вавилова не оставляет сомнения в причастности Лысенко к этому позорному событию в жизни СССР. Его роль в гибели Вавилова, Карпеченко и других генетиков и цитологов очевидна…»
29 июня следователь НКГБ лейтенант госбезопасности Кошелев по согласованию со следователем Хватом, руководствуясь ст. 69 УПК РСФСР, подготовил постановление о судьбе изъятых при аресте Вавилова предметов. В соответствии с постановлением они уничтожили «как не имеющие ценности»:
черновые материалы Вавилова по заграничным поездкам в Абиссинию, США, Англию, Японию и другие страны (всего в 92 папках)
разные фотографии — 114 шт.
вырезки из газет и газеты, визитные карточки, книги, брошюры и журналы
грамоты, карты, атлас
личная и служебная переписка в 9 папках
рукописи Вавилова на русском и иностранных языках (8 папок)
фотография Керенского
книги Н. И. Бухарина, книга П. А. Кропоткина «Записки революционера».
Во Всесоюзную сельхозакадемию им. Ленина передали книги на иностранных языках (13 шт.), книгу Крюкова «Славянские земли», брошюру А. Д. Максимова «Рекордные урожаи картофеля», книгу Стебута «Основы полевой культуры». В комендатуру НКГБ сдали винтовочные боевые патроны и старый кремнёвый пистолет с отделкой из белого металла.
Следствие в отношении Вавилова продолжалось 11 месяцев. По утверждению Вавилова, за время следствия его вызывали на допрос 400 раз, общее время допросов составило 1700 часов. Большинство биографов Вавилова считает, что во время допросов он подвергался физическим истязаниям.
Судя по протоколам, Вавилову вменяли в вину руководство «Трудовой крестьянской партии», реальное существование которой отрицается большинством современных историков.
По мнению биографов Вавилова, поводом для этого послужило то, что Вавилов ходатайствовал за арестованных по «Делу Трудовой крестьянской партии», среди которых были известные агрономы и учёные. Согласно исследованиям историков, по делу Вавилова было привлечено множество сфабрикованных документов, и всё дело было полностью сфабриковано.

### Обвинительное заключение и окончание следствия
5 июня 1941 года первый замнаркома госбезопасности СССР И. Серов утвердил обвинительное заключение, подготовленное Хватом и согласованное с замначальника следственной части НКГБ майором госбезопасности Л. Шварцманом и начальником следственной части НКГБ Л. Е. Влодзимирским.
В обвинительном заключении утверждается:

«Большую вредительскую работу ВАВИЛОВ провел в руководимом им Всесоюзном Институте растениеводства: 

1. Значительное количество семенных материалов разных сортов и культур, приобретенные в странах Западной Европы и Америке, было доведено до потери всхожести.

В результате задержки репродукции погибли сотни ценных образцов семян, приобретенных за границей на золотую валюту и был нарушен правильный сортообмен соответствующих культур.

2. Большой сортовой материал по кормовым травам, собранный в СССР и за границей, своевременно размножен не был и вследствие вредительского отношения к этому делу в значительной мере потерял всхожесть.

3. Ценный новый сортовой материал по хлопчатнику был смешан, а также была смешана и загублена часть сортов семенных плодовых деревьев, вывозимых из Западной Европы. Разбазарен сортовой материал по цветочным культурам, приобретенным в Европе и Америке.

4. Будучи директором ВИР’а ВАВИЛОВ игнорировал практически ценные местные советские сорта по ряду культур, которые, как правило, до 1938 года не включались в конкурсные сортовые испытания, несмотря на их большую практическую ценность.

5. ВАВИЛОВЫМ в массовом масштабе в нечернозёмную полосу Европейской части СССР продвигалась яровая пшеница, сорт „Цезиум III“, несмотря на её большую поражаемость пыльной головней.

6. Умышленно задерживал культивирование хлопчатника в районах Украины и Северного Кавказа и продвижение ценных сортов египетского хлопчатника в Азербайджан и южные районы Средней Азии.

(т. 1 л. д. 220—223; т. 2 л. д. 65-69; т. З л. д. 30, 103, 104, 105, 160, 162, 163; 180, 181, 182, 187, 188).»

В документе утверждается, что Вавилов «признал себя виновным в связях с 1925 г. с участниками к. р. организации „Трудовая Крестьянская Партия“, а также в принадлежности с 1930 г. к антисоветской организации правых и проведении вредительской работы в сельском хозяйстве СССР. В шпионаже виновным не признал.»
Документ зафиксировал:

«Во вражеской работе ВАВИЛОВ изобличается показаниями: МУРАЛОВА А. И., ДОМРАЧЕВА Д. В., МАРГОЛИНА Л. С., ЧАЯНОВА С. К., ВАРЕЙКИСА И. М., МЕЙСТЕР Г. К., ТУЛАЙКОВА Н. М., ГАЙСТЕРА А. И., АБДУЛОВА Н. П., ЗАМОТАЕВА И. И., САВИЧ В. М., СИЗОВА П. В., БОРДАКОВА Л. П. ДАВИД Р. Э., СОЛЯКОВА П. А., БАЙДИНА А. И., КУЛЕШОВА Н. Н., ПИСАРЕВА В. Е., ТРИФОНОВА В. А., АЛЕКСАНДРОВА А. Б., ПЕРЕВЕРЗЕВА Н. С., АРТЕМОВА П. К., ЛАПИНА А. К., КЛЕЙМЕНОВА П. Д., ТАЛАНОВА В. В., ГАНДЕЛЬСМАНА Ф. Е., ТЮНТИНА К. А., ТЕЙТЕЛЬ А. В., НАУМОВА Н. Г., МУРАВИНА Б. Е., КОЛЬ А. К., УШАКОВОЙ А. П., КОТЛЯРЕВСКОГО С. А., КУЗНЕЦОВА И. В., ГОРЕЦКОГО Г. И. (осуждены), показаниями ПАНШИНА Б. А., БОНДАРЕНКО А. С., ГОВОРОВА Л. И., КАРПЕЧЕНКО Г. Д., ЗАПОРОЖЕЦ А. К., очными ставками с 5-ю последними. Показаниями свидетелей: СИДОРОВА Ф. Ф., ЗИХЕРМАН Х. Я., ИОРДАНОВОЙ И. К., БЕЛИЛОВОЙ X.З.-Ш. Материалами НКГБ и документами. (т.3).»

На основании изложенного в обвинительном заключении Вавилову были предъявлены следующие обвинения:

«1. С 1925 г. являлся одним из руководителей к.р. организации „Трудовая Крестьянская партия“, а с 1930 г. — активным участником антисоветской организации правых в системе Наркомзема СССР.

2. Занимался шпионажем в пользу иностранных разведок и имел антисоветскую связь с заграничными белоэмигрантскими кругами.

3. Проводил диверсионно-вредительскую работу, направленную на подрыв колхозного строя и ослабление социалистического земледелия в СССР, то есть в преступлениях, предусмотренных ст. ст. 58-1 „а“ 58-7, 58 п. 9 и 59-11 УК РСФСР.»

Данный документ зафиксировал окончание следствия по делу № 1500 по обвинению Вавилова и то, что дело подлежит направлению в Прокуратуру СССР.
В протоколе об окончании следствия, подписанном Вавиловым, от 6 июня Хват зафиксировал дополнения обвиняемого: «Обвиняемый Вавилов Н. И., ознакомившись с материалами следственного дела, заявил, что он ознакомлен с тремя томами его следственного дела (т.1 — 443 листа, т.2 — 340 листов и т.3 — 430 листов), свои показания, данные на следствии, подтверждает и заявляет, что с Бухариным, кроме поездки совместной в Англию в 1931 году на конгресс по истории науки и техники, никаких политических связей и даже встреч не имел. Также неверны в этой части показания Тулайкова. Отрицаю показания Авдулова Н. П. и Савича о моей шпионской работе. Кузнецова И. В. и Ушакову, показавших о моей шпионской работе, — я совершенно не знаю.»

## Судебное следствие (8 — 9 июля 1941)
1. Протокол подготовительного заседания Военной Коллегии Верховного Суда Союза ССР. 8 июля 1941
2. Протокол закрытого судебного заседания Военной Коллегии Верховного Суда Союза ССР. 9 июля 1941
3. Приговор. 9 июля 1941

9 июля 1941 года состоялось заседание Военной коллегии Верховного суда СССР, на котором рассматривалось дело в отношении Вавилова. По данным источников, это заседание продолжалось всего несколько минут, что было достаточно распространёно в условиях военной обстановки. На суде присутствовали лишь обвиняемый и трое военных судей; свидетели и защита отсутствовали.
Согласно протоколу заседания суда, Вавилов дал на судебном заседании следующие показания:

Предъявленные обвинения мне понятны, виновным признаю себя в том, что я до 1930 г. являлся участником к/р организации «Трудовая Крестьянская Партия», которая возглавлялась Яковлевым. Обвинение в шпионской деятельности я категорически отвергаю. Была у меня связь с эмигрантами чисто научного порядка. По отдельным вопросам политики ВКП(б) я имел а/с взгляды и популяризировал их. Свои показания на предварительном следствии, за исключением шпионской деятельности, я подтверждаю полностью. Как участники террорганизации мне известны: Бондаренко, Карпеченко, Говоров, Запорожец и Паншин. С Бухариным я встретился в 1931 г на конгрессе в Англии. Организация, участником которой являлся я, создавала преимущество кулацким хозяйствам и игнорировала середняцкие и бедняцкие хозяйства. Будучи директором Всесоюзного ин-та растениеводства, я подбирал себе на работу таких лиц, которых я знал, как а/с настроенных.
9 июля 1941 года Военная коллегия Верховного Суда СССР приговорила Вавилова к расстрелу по статьям 58-1а, 58-7, 58-9, 58-11 УК РСФСР.
По приговору Вавилов был признан виновным в том, что он в 1925 году являлся одним из руководителей антисоветской организации, именовавшейся «Трудовая крестьянская партия». С 1930 года являлся активным участником антисоветской организации правых, действовавшей в системе наркомзема СССР; Вавилов, используя служебное положение Президента сельскохозяйственной Академии, директора института Растениеводства, директора института Генетики и наконец вице-президента сельскохозяйственной академии наук им. Ленина и члена Академии наук СССР. В интересах антисоветской организации проводил широкую вредительскую деятельность, направленную на подрыв и ликвидацию колхозного строя и на развал и упадок социалистического земледелия в СССР. Преследуя антисоветские цели, Вавилов поддерживал связи с заграничными белоэмигрантами, передавал им сведения «являющиеся государственной тайной Советского Союза».

## Дело Вавилова после приговора о расстреле

### Н. И. Вавилов – В Президиум Верховного Совета СССР. 9 июля 1941
9 июля 1941 года Вавилов обратился с ходатайством в Президиум Верховного Совета СССР о помиловании. 26 июля 1941 это ходатайство было отклонено.

### Выписка из протокола заседания Президиума Верховного Совета СССР. 26 июля 1941
Н. И. Вавилов — Л. П. Берия. Заявление. 8 августа 1941
15 октября 1941 года в связи с эвакуацией, проводившей в связи с подходом немецких оккупантов к Москве, Вавилов был этапирован в тюрьму № 1 Саратова, где находился с 29 октября 1941 года по 26 января 1943 года.
В саратовской тюрьме Вавилов содержался сначала в карцере-одиночке. Затем его перевели в камеру, где сидели академик И. К. Луппол и инженер-лесотехник И. Ф. Филатов.
Дважды Вавилов находился на лечении в тюремной больнице. Тяжёлые условия содержания в тюрьме (отсутствие прогулок, ларька, передач, мыла) подорвали здоровье Вавилова.

### Выписка из протокола № 137
25 апреля 1942 года Вавилов из саратовской тюрьмы направил заявление на имя Л. П. Берии с просьбой о смягчении участи, предоставлении работы по специальности и разрешении общения с семьёй. В заявлении Вавилов также категорически отвергал обвинения в измене Родине и шпионаже:

Как при подписании протокола следствия за день до суда, когда мне были представлены впервые материалы показаний по обвинению меня в измене родине и шпионаже<...>, так и на суде, продолжавшемся несколько минут, в условиях военной обстановки, мною было заявлено категорически о том, что это обвинение построено на небылицах, лживых фактах и клевете, ни в какой мере не подтвержденных следствием
13 июня 1942 года замглавы НКВД Всеволод Меркулов направил заявление на имя председателя Военной коллегии Верховного суда СССР Василия Ульриха, в котором ходатайствовал замене Вавилову высшей меры наказания заключением в исправительно-трудовые лагеря НКВД сроком на 20 лет, ввиду возможности использования Вавилова на работах, имеющих «серьёзное оборонное значение».
23 июня 1942 года Президиум Верховного Совета СССР постановил заменить Вавилову высшую меру наказания 20 годами лишения свободы в исправительно-трудовых лагерях.
Сын Николая Вавилова — Юрий — в интервью роль в помиловании отца отводит Берии: «Берия подписал приказ на арест отца и тот же Берия предотвратил его расстрел». Юрий Вавилов сообщил: «Берия ещё в Москве присылал своего представителя к отцу, и тот обещал предоставить ему работу по специальности».

### Рапорт о смерти Н. И. Вавилова. 26 января 1943
УНКВД Саратовской обл. — НКВД СССР. 29 января 1943
Акт о смерти заключённого [Н. И. Вавилова]
Во время пребывания в саратовской тюрьме Вавилов получил воспаление лёгких и переболел дизентерией, которой он заразился во время эпидемии в 1942 году. В последний год своей жизни Н. И. Вавилов страдал дистрофией. Итогом всех болезней стал упадок сердечной деятельности, из-за которого наступила смерть.

Мною, врачом Степановой Н. Л., фельдшерицей Скрипиной М. Е., осмотрен труп заключенного Вавилова Николая Ивановича рожд. 1887 г., осужденного по ст. 58 на 20 лет, умершего в больнице тюрьмы № 1 г. Саратова 26 января 1943 года в 7 часов _ минут. Телосложение правильное, упитанность резко понижена, кожные покровы бледные, костно-мышечная система без изменений. По данным истории болезни, заключенный Вавилов Николай Иванович находился в больнице тюрьмы на излечении с 24 января 1943 года по поводу крупозного воспаления легких. Смерть наступила вследствие упадка сердечной деятельности.
— Акт о смерти заключенного, Дежурный врач Степанова, дежурная медсестра Скрипина, Государственный архив РФ.
З. Ф. Резаева. Из акта судебно-медицинского вскрытия. 30 января 1943
З. Ф. Резаева. Заключение [суд. мед. экспертизы]
Выписка из журнала № 5 учёта умерших заключенных тюрьмы № 1 г. Саратова.

## Реабилитация
20 августа 1955 года Военная коллегия Верховного суда СССР отменила судебный приговор от 9 июля 1941 и прекратила дело в отношении Вавилова за отсутствием состава преступления. С Вавилова сняли абсолютно все обвинения.
Военная коллегия Верховного суда СССР установила следующее:

В качестве доказательства вины Вавилова, к его делу приобщены показания арестованных — Муралова, Марголина, Авдулова, Кулешова, Писарева, Паншина, Бондаренко, Карпеченко, Фляксбергера, Ушарова, Городецкого, Золотарева и др., данные ими на предварительном следствии (в суд же эти лица по делу Вавилова не вызывались). Проведённой дополнительной проверкой установлено, что первые девять человек из перечисленных лиц впоследствии от своих показаний отказались, как от вымышленных. Показания же остальных лиц неконкретны, противоречивы и крайне сомнительны. Так, например, Сизов и Гандельсман показали, что со слов Белицера, Циона и Тартаковского им известно о принадлежности Вавилова к контрреволюционной организации. Однако в процессе проверки эти показания Сизова и Гандельсмана не нашли своего подтверждения в материалах дела на Белицера, Циона и Тартаковского. Аналогичные показания и других лиц. <...>
В процессе проверки установлено, что предварительное следствие по делу Вавилова проведено с грубым нарушением норм УПК, необъективно и тенденциозно, что видно хотя бы из следующего: а) В деле Вавилова имеется ряд копий протоколов допросов, подлинники которых не обнаружены (протоколы допросов Чаянова, Трифонова,Сидорова, Иордановой и Зихерман). В деле Вавилова имеется копия выписки из протокола допроса Муралова от 7 августа 1940 г., тогда как Муралов был расстрелян по приговору суда ещё в 1937 г. Этот факт свидетельствует о фальсификации следственных материалов <...>
Назначенный следователем Хват председатель экспертной комиссии Якушкин в 1930 г. сам был арестован как член «Трудовой крестьянской партии» и давал показания на Вавилова. Проверкой же установлено, что Якушкин выполнял специальное задание органов ОГПУ-НКВД-МГБ СССР и представлял ряд документов о Вавилове, поэтому он не мог являться экспертом по делу Вавилова. <...>
Другой член экспертной комиссии Зубарев показал, что комиссия проверкой деятельности Вавилова не занималась, и лишь подписала заключение, неизвестно кем написанное. <...>
Из материалов проверки видно, что <...> предварительное следствие по делу Вавилова вел бывший работник органов НКВД СССР Хват, в отношении которого в Особой инспекции КГБ при СМ СССР имеются материалы как о фальсификаторе следственных дел.<...>
Допрошенные в процессе проверки Писарев, Константинов, Васильев, Эмме и другие, а также академик Лысенко, охарактеризовали Вавилова положительно, как выдающегося ученого, и высоко отзывались о его деятельности.

Журналист и писатель Питер Прингл, автор книги «Убийство Николая Вавилова. История сталинских преследований одного из величайших ученых XX века», отмечает:

Отчёт 1955 г. главного военного прокурора майора юстиции Колесникова гласил: «…материалы дела против Вавилова были фальсифицированы». Отчёт характеризовал следователя А. Хвата как известного «фальсификатора следственного материала».— Peter Pringle (2009). "The murder of Nikolai Vavilov. The story of Stalin’s persecution of one of the twentieth century’s greatest scientists", p. 300
В документах отмечается: «Как видно из материалов дела, Хват во время следствия по этому делу грубо нарушал советскую законность и применял недозволенные методы следствия: систематически и длительное время допрашивал Вавилова ночью, лишал сна, физически изнурял арестованного».
Детали уголовного дела Вавилова стали доступны общественности только в середине 1960-х, хотя дать им широкую огласку в СМИ и печатных изданиях биографам не удалось. Материалы о последних годах жизни стали появляться только с началом перестройки в СССР..